# Road Runner's Death Valley Rally
Road Runner's Death Valley Rally, conocido en Japón como Looney Tunes: Road Runner vs. Wile E. Coyote y en Europa como Looney Tunes: Road Runner, es un videojuego lanzado para Super Nintendo Entertainment System en noviembre de 1992, publicado por Sunsoft. Se basaba en los personajes de Looney Tunes de El Coyote y el Correcaminos.
- Datos: Q3259253